# Millennial

Le etichette usate in sociologia per indicare le diverse generazioni

Con i termini Millennial, Millennials (letteralmente generazione del millennio) o Generazione Y, si indica la generazione composta da persone nate tra l'inizio degli anni ottanta e la metà degli anni novanta.
La Generazione Y ha seguito la Generazione X ed è seguita dalla Generazione Z. Poiché i nati all'inizio degli anni ottanta sarebbero diventati maggiorenni a cavallo del III millennio, si è iniziato a parlare di "generazione del millennio". I membri della Generazione Y vengono quindi definiti "Millennials", nonostante nel linguaggio giornalistico italiano siano stati attestati usi impropri di questo termine, che ne stravolgono il significato originale, per indicare i nati dal 2000 in poi.

## Terminologia
Il termine Generazione Y apparve per la prima volta nell'agosto del 1993 in un editoriale sulla rivista Ad Age, che descriveva i tredicenni del momento, definendoli come separati dalla Generazione X. Alcuni hanno definito la generazione Y come la generazione di MTV, anche se MTV Generation è anche un termine usato per riferirsi a persone fortemente influenzate dall'avvento di MTV e persino per comprendere tutti i giovani della fine del ventesimo secolo, a seconda del contesto.

### Millennials
Gli autori William Strauss e Neil Howe hanno avuto un grande impatto nel definire le generazioni americane per via del loro libro Generations: The History of America's Future, 1584 to 2069 (1991). Howe e Strauss sostengono di usare il termine "millennials" al posto di generazione Y, in quanto quest'ultimo è stato coniato direttamente dai membri stessi della generazione, che non volevano essere associati alla generazione X. Quasi un decennio più tardi hanno dato seguito al loro grande studio sulla storia della demografia americana con un nuovo libro focalizzato su quella generazione, intitolato: Millennials Rising: The Next Great Generation (2000). Nei loro libri Howe e Strauss utilizzano il 1982 come anno di inizio della nuova generazione e il 1996 come fine. Essi ritengono che con il raggiungimento della maggiore età nell'anno 2000, i giovani delle scuole superiori e i laureati siano nettamente in contrasto con quelli nati prima e dopo di loro a causa dell'attenzione ricevuta da parte dei media e di come sono stati influenzati politicamente.
Il Pew Research Center ha riclassificato il limite che divide i millennial dai post-millennial, anche con l'intento di fare chiarezza sui termini, spesso usati in modo sconclusionato da media, ricercatori e aziende. I millennial sono i nati tra il 1981 e il 1994, ovvero coloro che hanno compiuto il loro primo e ultimo anno da teenager (età 13-19) durante il corso degli anni 2000. Chi è nato dopo fa parte di un'altra generazione il cui nome è Generazione Z.

### Nativi digitali
Questa generazione è caratterizzata da un maggiore utilizzo e una maggiore familiarità con la comunicazione, i media e le tecnologie digitali; in molte parti del mondo, l'infanzia della generazione Y è stata segnata da un approccio educativo tecnologico e neoliberale, derivato dalle profonde trasformazioni degli anni sessanta.
L'aumento delle tecnologie di comunicazione istantanea resa possibile attraverso l'uso di internet, come e-mail, SMS e messaggistica istantanea e i nuovi media utilizzati attraverso siti web come YouTube e siti di social networking come Facebook, MySpace e Twitter possono spiegare come la fama dei millennial sia orientata allo scambio e al commercio grazie ad una più facile comunicazione attraverso la tecnologia.

### La nuova Great Generation?
Gli scrittori William Strauss e Neil Howe affermano che la generazione ha una forte somiglianza con la "Greatest Generation" (i nati dal 1901 fino al 1924) in quanto come loro hanno un forte senso del dovere e restano molto legati alla loro patria d'origine.
Molti sociologi hanno criticato questa affermazione in quanto affermano che questa etichetta rappresenta la tendenza all'ottimismo verso il futuro, all'ambizione, alla tolleranza, all'intraprendenza, alla competitività, alla testardaggine ma anche al narcisismo. Altri scrittori statunitensi affermano che le tendenze della generazione del millennio sono diverse rispetto a quelle delle generazioni precedenti e questo grazie alle nuove tecnologie digitali.
Diversi studi si soffermano non solo sulle differenze tra i millennials e le generazioni precedenti ma anche sulle differenze tra millennials provenienti da diversi continenti. I tratti distintivi tra millennials europei e millennials nordamericani risultano diversi. Se infatti i primi fanno della loro capacità di adeguarsi senza sforzo e differenti sottoculture, cambiando di fatto il proprio atteggiamento a seconda del contesto in cui sono immersi, i secondi invece si adeguano e inseriscono in una nuova e unica cultura trasversale. Tratti comuni sono comunque l'attenzione alla propria qualità della vita, intesa come tempo a disposizione, la scarsa possibilità di essere motivati con stimoli economici e l'elevata integrazione in gruppi sociali chiusi.

## Demografia

### Echo boomer
Negli USA, la generazione Y presenta forti aumenti di natalità simili all'aumento delle nascite degli anni cinquanta, la cosiddetta generazione dei baby boomer; il nome echo boomer riguarda le dimensioni della generazione e la sua relazione con la generazione baby boomer; tuttavia l'impatto relativo del baby boom echo fu generalmente meno significativo rispetto al baby boom originario. L'autore Elwood Carlson ha parlato di "New Boomers", tra il 1983 e il 2001 a causa della ripresa delle nascite dopo il 1983, per finire con le "sfide politiche e sociali" dopo gli attentati dell'11 settembre 2001 e le "persistenti difficoltà economiche" del tempo.

### Boomerang generation
Negli Stati Uniti, questa generazione è anche a volte indicata come "generazione boomerang" o "Peter Pan", a causa della sua propensione a ritardare alcuni dei riti di passaggio all'età adulta più a lungo rispetto alle generazioni precedenti, nonché a causa di una sua tendenza a vivere con i genitori per un periodo più lungo, principalmente a causa della crisi economica e lavorativa che non ha permesso loro di inserirsi nel mondo adulto con facilità.
Si tratta di un fenomeno completamente nuovo per la mentalità americana e anglosassone in generale.
Nell'Europa mediterranea e soprattutto in Italia, questo fenomeno ha preceduto la Generazione Y e ha riguardato la Generazione X, colpita da "sindrome del ritardo": i membri della Generazione X che restavano a casa dei genitori sono stati chiamati "bamboccioni" dalla seconda metà degli anni 2000. Invece in Asia e in particolare in Giappone il fenomeno è stato descritto con il termine "single parassita".

## Mondo del lavoro

### La nuova "Generazione perduta"?
La generazione Y è la prima ad affrontare la "Grande recessione" ovvero la crisi economica a cavallo tra il 2007 e il 2013. Mentre Strauss & Howe nel 2009 avevano paragonato i Millennial alla Greatest Generation, con l'avvento della recessione si è invece cominciato a paragonare i Millennial alla generazione precedente, cioè la Generazione perduta, vale a dire quella che aveva combattuto nella prima guerra mondiale.
Diversi governi hanno istituito programmi importanti per l'occupazione giovanile, per paura di disordini sociali come nel 2008 in Grecia, avvenuti in seguito ai drammatici aumenti dei tassi di disoccupazione giovanile. In Europa i livelli di disoccupazione giovanile sono molto alti (40% in Spagna, 37% in Italia, il 35% nei paesi baltici, il 30% in Gran Bretagna e oltre il 20% in altri paesi).
Anche in Italia, il tasso di disoccupazione giovanile ha fatto parlare di una nuova "generazione perduta" per riferirsi a coloro che negli anni 2010 avevano fra i 30 e i 40 anni. Questa denominazione ha dato luogo a un "manifesto" apartitico, ma il movimento di opinione che ne è scaturito è stato di breve durata e si è praticamente dissolto con l'avvento del Movimento Cinque Stelle.

### Trophy generation
Gli appartenenti alla generazione del millennio vengono a volte chiamati Trophy Generation o Trophy Kids, un termine che riflette la loro competitività in tutti gli aspetti della vita, in cui "non si perde" e ognuno ottiene quel che vuole "grazie alla partecipazione".
Negli anni 2010, forse per riflesso rispetto all'ottimismo di Strauss e Howe, iniziano a circolare diversi articoli molto critici sulla presenza al lavoro dei "millennials", al punto che alcuni opinionisti americani li etichettano direttamente come «la generazione peggiore nella storia degli Stati Uniti d'America».
In effetti, secondo alcuni psicologi, nella Generazione Y americana sarebbe in atto un'epidemia di narcisismo. Alcuni datori di lavoro sono preoccupati che i Millennial abbiano troppe aspettative di lavoro e coltivino il desiderio di plasmare il proprio lavoro in meglio per adattarlo alla loro vita, piuttosto che adattare la loro vita al lavoro. Per comprendere meglio questa mentalità, molte grandi aziende stanno studiando questo conflitto e stanno cercando di elaborare nuovi programmi per aiutare i lavoratori più anziani a capire i Millennial, mentre allo stesso tempo, cercano di rendere più confortevole il lavoro ai Millennial. Ad esempio Goldman Sachs conduce programmi di formazione utilizzando degli attori per impersonare i Millennial che affermano di cercare più feedback, responsabilità e il coinvolgimento nel processo decisionale. Dopo lo spettacolo, i dipendenti discutono e dibattono sulle differenze generazionali che hanno visto in gioco.

## Cultura
La generazione del millennio è stata plasmata da eventi, leader, sviluppi e tendenze di questi tempi e tempi passati.
Shawn Fanning fondò il sito "peer to peer" Napster, mentre era al college. La RIAA vinse la causa e arrestò il servizio di Napster nel 2001, ma l'industria musicale ha cominciato a soffrire e le vendite hanno iniziato a calare a partire dagli inizi del 2000. Come risultato di queste innovazioni nella tecnologia i giovani di questa generazione hanno avuto accesso a più musica su richiesta di qualsiasi altra generazione precedente, e hanno costretto l'industria discografica ad adattarsi ai nuovi modelli di business.

### Letteratura
La letteratura popolare degli anni 1990 e 2000 della generazione comprende Piccoli brividi (infanzia) ed Harry Potter, per citarne alcune delle maggiori. I manga e gli altri romanzi grafici sono emersi come una forma popolare di letteratura sia per i membri della generazione X che per quelli di questa generazione.

### Movimento LGBT
Se il femminismo ha contrassegnato la storia dei baby boomer, la generazione X e ancor più la generazione Y si caratterizzano invece per l'importanza del movimento LGBT per i diritti civili delle persone non eterosessuali.
Gli anni 2000 e ancor più gli anni 2010 sono quelli dove le unioni civili e il matrimonio omosessuale vengono legalizzati in diversi stati del mondo.

### "Ok boomer"
Nella generazione Y si è notato il rifiuto della controcultura che iniziò nel 1960 e continuò nei decenni successivi agli anni 1990. Ciò è ulteriormente documentato nel libro di Strauss e Howe Millennials Rising: The Next Great Generation che descrive la generazione del millennio, come "Civic Minded", rifiutando gli atteggiamenti del baby boom e della generazione X.
Il conflitto intergenerazionale è stato riassunto nell'espressione OK boomer usata a livello internazionale. Si tratta in sintesi della risposta che i membri della Generazione Y (e Z) hanno iniziato a impiegare a Baby boomer oppure membri della Generazione X ogni qualvolta questi esprimano opinioni condiscendenti nei loro confronti, in particolare su questioni come il cambiamento climatico, il cambiamento tecnologico e l'integrazione di gruppi minoritari.
Il New York Times ha scritto che "gli adolescenti lo usano per rispondere a video di YouTube imbarazzanti, tweet di Donald Trump e praticamente qualsiasi persona over 30 che dice qualcosa di paternalista sui giovani e le questioni che contano per loro", quindi talvolta è rivolto paradossalmente, dalla generazione Z, anche agli stessi millennials con più di 30 anni, e a membri della generazione X (estranei quindi alla vera generazione baby boomer).

## Xennials
Alcuni studiosi hanno individuato una generazione detta "Xennials" (1977-1983), comprendente gli ultimi membri della Generazione X e i primi della Generazione Y.